# Across the Universe
«Across the Universe» es una canción de The Beatles compuesta por John Lennon en 1968 pero acreditada como Lennon-McCartney, incluida primero en el álbum benéfico No One's Gonna Change Our World (1969) y luego en Let It Be (1970).

## Composición
La canción fue escrita por Lennon en Kenwood tras una discusión con Cynthia Powell. Mientras estaba tumbado en la cama, la frase pools of sorrow waves of joy (estanques de pena, olas de alegría) le vino a la cabeza, y allí se quedó hasta que se levantó y la escribió. [cita requerida]

## Grabación
Aunque The Beatles tan sólo grabaron «Across the Universe» una vez y luego se editaron dos versiones, ambas contienen elementos no deseados que fueron añadidos en el proceso de producción. La canción se grabó en febrero de 1968, pero por varias razones (John no estaba totalmente convencido con el resultado) permaneció inédita hasta 1969, cuando el álbum del WWF No One's Gonna Change Our World fue lanzado. Esta es la versión que aparece en el Past Masters 2. Sonidos de pájaros fueron añadidos a la canción para dicho lanzamiento (sonidos que no incluyeron The Beatles) y además se aceleró la canción subiéndola un semitono, hasta que el productor norteamericano Phil Spector utilizó la cinta original de 1968 para superponer un coro y una orquesta para el álbum Let It Be, aunque la canción se ralentizó incluso por debajo de la velocidad original, quedando ahora un semitono por debajo del original, es decir en C#.
La primera versión que se encuentra en la recopilación Past Masters 2 donde se incluyen los sonidos de los pájaros y es notable que es más rápida que la que se encuentra en Let It Be.
La versión original de Across The Universe puede encontrarse en el álbum de 2003 Let It Be… Naked.

## Transmisión al espacio exterior
El 5 de febrero de 2008, a las 00:00 UTC, la NASA transmitió "Across The Universe" en dirección a la estrella Polaris, que se encuentra a 431 años luz de la Tierra. La transmisión fue realizada usando una antena de 70m en el DSN's Madrid Deep Space Communication Complex, localizado en las afueras de Madrid, España. Y fue hecho con un transmisor "X band", proporcionando a la antena 18 kW.
Esto fue hecho a fin de celebrar el 40.º aniversario de la canción, el 45.º aniversario de la Deep Space Network (DSN), y el 50.º aniversario de la NASA. La idea fue concebida por el historiador de los Beatles Martin Lewis, quien invitó a todos los fanes de los Beatles a reproducir la canción como si fuera a ser enviada a una estrella distante. Esta es la segunda ocasión en que una pieza musical ha sido intencionalmente transmitida al espacio exterior (la primera fue el mensaje interestelar: "1st Theremin Concert to Aliens"), y fue aprobada por Paul McCartney, Yoko Ono y Apple Records.

## Personal[2]

### Versión álbum de la WWF
- John Lennon – voz principal, guitarra acústica (Martin D-28), guitarra eléctrica (Epiphone Casino), coros.
- Paul McCartney – piano (Steinway Vertegrand), coros.
- George Harrison – guitarra eléctrica (Gibson SG Standard), tambura, maracas, coros.
- Ringo Starr – batería (Ludwig Hollywood Maple).
- Lizzie Bravo – coros.
- Gayleen Pease – coros.
- George Martin – efectos de sonido.

### Versión álbumLet It Be
- John Lennon – guitarra acústica (Martin D-28), guitarra eléctrica (Epiphone Casino), voz principal.
- Paul McCartney – piano (Steinway Vertegrand).
- George Harrison – guitarra eléctrica (Gibson SG Standard), maracas, tambura.
- Ringo Starr – batería (Ludwig Hollywood Maple).
- 18 músicos – violines.
- 4 músicos – violas.
- 4 músicos – cellos.
- 1 músico – arpa.
- 3 músicos – trompetas.
- 3 músicos – trombones.
- 2 músicos – guitarras acústicas.
- 18 vocalistas – coro.

## Aparición en películas
Across the universe es también el nombre de una película realizada en el 2007, un musical con covers de los Beatles, dirigida por Julie Taymor y protagonizada por Jim Sturgess y Evan Rachel Wood, que incorpora 34 canciones del cuarteto de Liverpool en su banda sonora, además de tomar el título de la película de una de ellas. Para esta película, la canción es interpretada por: Jim Sturgess.
La cantante estadounidense Fiona Apple hizo una versión de la canción en 1998, para la película Pleasantville.
En la banda sonora de la película "I am Sam", aparecen varias canciones de The Beatles, entre ellas "Across The Universe", interpretada por Rufus Wainwright.

## Versiones
A esta canción le han hecho versiones muchas veces diferentes bandas, esta es una lista de las bandas y artistas que han colaborado:
- Beady Eye, cantada por Liam Gallagher en homenaje a los deudos de Japón.[3]
- David Bowie, en su álbum Young Americans, cantando al lado de John Lennon.[4]
- Fiona Apple, presentada en la película Pleasantville.
- Jim Sturgess, para la película Across the Universe.
- Roger Waters también grabó una versión de la canción.
- Rufus Wainwright, presentada en la película I Am Sam y como una pista adicional en su CD Poses.
- Sean Lennon la tocó con Moby y Rufus Wainwright en un tributo a John Lennon de 2001 en Radio City Music Hall.
- The Smiths, existe una rara versión acústica pero solo puede ser encontrada usando redes de compartimiento de archivos.
- Scorpions la incluyó en su álbum Comeblack.
- En los premios Grammys del 2005, un combinado de artistas que incluían a Stevie Wonder, Bono, Steven Tyler, Billie Joe Armstrong, Alicia Keys, Norah Jones, Brian Wilson, Tim McGraw, Scott Weiland, así como Velvet Revolver como banda de apoyo y Alisson Krauss en Violín, hicieron una versión durante la presentación, la cual se hizo sencillo para recaudar fondos a los damnificados por el Tsunami de Indonesia en 2005
- Antonio Birabent,la incluyó en su álbum Siete Vidas de 1995.
- Pedro Aznar la interpretó en Fotos de Tokio.
- Brian Molko, vocalista de la banda británica Placebo, canto el mencionado tema en un concierto. televisado en su natal Bruselas, Bélgica el 3 de julio de 2010.
- Utada Hikaru cantante japonesa cantó el tema en su concierto Wild Life en diciembre del 2010
- Lydia cantante española que versionó la canción para un spot publicitario de Iberia en 2001 y que posteriormente en 2002 la incluyó en su disco Si no me pides la vida.
- El vocalista de The Chameleons, Mark Burgess en solitario como ChameleonsVox en su EP de 2013 titulado M+D=1(8), hizo una versión de esta canción la cual fue la última pista del disco.
- Amaia Romero, cantante española y concursante de Operación Triunfo 2017, versionó la canción en la Gala 7 de dicho programa.
- AURORA